# Mahuwa
Mahuwa (nep. महुवा) – gaun wikas samiti w zachodniej części Nepalu w strefie Lumbini w dystrykcie Kapilvastu. Według nepalskiego spisu powszechnego z 2001 roku liczył on 704 gospodarstw domowych i 4666 mieszkańców (2262 kobiet i 2404 mężczyzn).